# 沟颖草属
沟颖草属（学名：Sehima）是禾本科下的一个属。该属共有6种，分布于热带地区。

## 下属物种
- 沟颖草 Sehima nervosa (Rottl. ) Stapf